# Embalse Calima
Embalse Calima är en reservoar i Colombia.   Den ligger i departementet Valle del Cauca, i den västra delen av landet, 280 km väster om huvudstaden Bogotá. Embalse Calima ligger 1 442 meter över havet. Arean är 70 kvadratkilometer. Den ligger vid sjöarna  Represa de Calima och Represa de Calima. Omgivningarna runt Embalse Calima är en mosaik av jordbruksmark och naturlig växtlighet.